# Nominallohn

Entwicklung der Nominal- und Reallöhne in Deutschland

Änderung der Nominal- und Reallöhne in Deutschland

Der Nominallohn ist in der Wirtschaft und Wirtschaftswissenschaft als nominale Größe der in Geldeinheiten gemessene Arbeitslohn eines Arbeitnehmers ohne Berücksichtigung der realen Kaufkraft. Pendant ist der Reallohn – eine reale Größe.

## Allgemeines
Mit „Lohn“ sind sämtliche Arbeitseinkommen gemeint. Diese sind die in Geld bewerteten Arbeitsentgelte eines Arbeitnehmers, ohne dass die Kaufkraft berücksichtigt wird. Der Nominallohn lässt keine Aussagen über die Kaufkraft des Geldes (Geldwert) zu, weil die Veränderungen des Preisniveaus in Form von Inflation oder Deflation nicht berücksichtigt werden.
Nominallohn kann das Brutto- oder Nettoeinkommen sein, wobei das Bruttoeinkommen für statistische Erhebungen transparenter ist. Es handelt sich um einen Nominalwert, bei dem weder Inflation noch Deflation berücksichtigt werden. Während der Nominallohn auf der Mikroebene der Mikroökonomie angesiedelt ist, gehört das Nominaleinkommen zur Makroebene der Volkswirtschaftslehre. Der aggregierte Nominallohn ist der durchschnittliche Betrag, den ein durchschnittlicher Arbeitnehmer am Ende eines Monats auf sein Konto überwiesen bekommt.

## Nominallöhne in den Theorien
Ähnlich wie auf den Gütermärkten die Marktpreise im Regelfall von Güterangebot und Güternachfrage abhängig sind, werden auch die Arbeitsentgelte auf dem Arbeitsmarkt durch Arbeitsangebot (Arbeitnehmer) und Arbeitsnachfrage (Arbeitgeber) bestimmt. Neben Angebot und Nachfrage ist der Arbeitslohn auch von der Verhandlungsmacht der Arbeitgeber und Gewerkschaften sowie von der Entwicklung der Lebenshaltungskosten abhängig. Die Grenze des Nominallohnes (und damit auch des Reallohnes) „nach unten“ ist das Existenzminimum des Arbeitnehmers, „das nicht unterschritten werden darf, wenn nicht der Produktionsfaktor Arbeit … geschädigt werden soll und damit die gesamte Volkswirtschaft“.
Mit dem Nominallohn haben sich sämtliche Lohntheorien befasst. Bereits François Quesnay erkannte 1760, dass die Nominallöhne steigen würden, wenn die Getreide- und Lebensmittelpreise steigen, so dass die Landwirte ihre Arbeitsnachfrage erhöhen würden. David Ricardo unternahm 1817 ersichtlich als erster die Unterscheidung zwischen Nominal- und Reallohn. Nominallohn war für ihn „die Anzahl von Pfund Sterling, die dem Arbeiter im Jahr gezahlt wird“; Reallohn ist „die Zahl der Arbeitstage, die erreicht wird, um diese Pfunde zu produzieren“.
John Maynard Keynes ging 1936 davon aus, dass das Arbeitsangebot der Privathaushalte der Geldillusion unterliege und das Arbeitsangebot bei steigendem Nominallohn zunimmt und sich bei Inflation nicht oder nur mit Time-Lag verzögere. Die Geldillusion sei die Ursache für einen unendlich elastischen Verlauf der Arbeitsangebotskurve, weil die Arbeiter einen gegebenen Nominallohn als Reallohn interpretieren würden. Außerdem sei der Nominallohn „nach unten“ wegen vereinbarter Tarifverträge starr, so dass er selbst bei Arbeitslosigkeit nicht sinke. Damit weist die gesamtwirtschaftliche Angebotskurve eine Steigung auf, bis die Kapazitätsgrenze erreicht ist.
Paul A. Samuelson und Robert M. Solow unterstellten 1960 eine feste Beziehung zwischen der Veränderung des Nominallohns und des Preisniveaus, wodurch sie die ursprüngliche Form der Phillips-Kurve (1958) in die heutige modifizierten. 1960 ersetzten Samuelson/Solow die Variable „Anstieg der Nominallöhne“ durch die Inflationsrate. Da die Lohnkosten in der Regel der wichtigste Bestandteil der Herstellungskosten sind, gingen beide davon aus, dass ein Anstieg der Arbeitskosten zu einem Anstieg des Preisniveaus führe. Die Grundlagen der Lohn-Preis-Spirale waren hierdurch geschaffen. Der modifizierten Form käme eine ausschlaggebende Bedeutung zu, wenn sie sowohl annähernd exakt quantifizierbar als auch im Zeitablauf nachweislich stabil wäre. Der Zusammenhang zwischen Inflationsrate und Arbeitslosenquote hat sich jedoch empirisch erwiesen. Arbeitslosigkeit entsteht nach der neoklassischen Arbeitsmarkttheorie dadurch, dass Nominal- oder Reallohn bei gegebenem Preisniveau gegenüber dem Gleichgewichtsreallohn zu hoch sind.

## Systematisierung
Eine Theorie zur Erklärung und Quantifizierung des Zusammenhangs zwischen Lohnhöhe und Beschäftigung liefert Wolfgang Franz, der neue Erkenntnisse über diesen Sachverhalt auf mikro- und makroökonomischen Ebene untersucht hat. In den 1970er und 1980er Jahren bemühten sich die Ökonomen speziell darum, eine Vielzahl von Verhaltensgleichungen für makroökonomische Großprojekte zu definieren. Diese Anstrengungen erwiesen sich ex post aufgrund von Ungleichgewichten als übertrieben. Heute werden makroökonomische Großmodelle eher vernachlässigt, da es einerseits schwerfällt, die Modellannahmen auf eine Volkswirtschaft zu übertragen, und andererseits können Quantifizierungsprobleme bei einigen Merkmalen auftreten. Zunehmend untersucht werden daher die Auswirkungen auf Arbeitslosigkeit und Beschäftigung im internationalen Kontext. Die Lohnpolitik muss ihre Verantwortung nun zunehmend auf die internationale Integration der Arbeits-, Finanz- und Gütermärkte und den beschleunigten technischen Fortschritt, verursacht durch die Einführung sich rasant ausbreitender Informations- und Kommunikationstechnologien und einer weltweiten Arbeitsteilung, ausrichten.
Im Rahmen einer Systematisierung wird zwischen dem Brutto- und Netto-Nominallohn unterschieden. Ein nominaler Bruttolohn (Lohn einschließlich Steuern und Sozialabgaben) stellt das zwischen Arbeitnehmer und Arbeitgeber vereinbarte Arbeitsentgelt dar. Der Netto-Nominallohn (umgangssprachlich Nominallohn) ist der nach Abzug von Steuern sowie von Beiträgen zur Sozialversicherung und zur privaten Vorsorge verbleibende Betrag, den der Arbeitnehmer tatsächlich ausgezahlt bekommt. Wirtschaftssubjekte, die den Zusammenhang zwischen Nominal- und Reallohn nicht erkennen, unterliegen der Geldillusion.
Eine Beispielrechnung anhand von Prozentsätzen im Wirtschaftsraum der Bundesrepublik Deutschland erläutert den Zusammenhang: Da der Nominallohn allgemein das Entgelt für den Produktionsfaktor Arbeit ist, werden verschiedene Formen der Löhne unterschieden. So gibt es den Zeitlohn, der sich nach der Zahl der geleisteten Arbeitsstunden bemisst, oder den sich an der hergestellten Menge orientierenden Akkordlohn.
Es werden auch Begriffe wie der Prämienlohn bei Arbeitern und Angestellten, der Unternehmerlohn für unternehmerische, dispositive Tätigkeiten und der Investivlohn verwendet.

## Die Methoden zur Bestimmung der Nominallöhne
Die Höhe der Nominallöhne bestimmt sich zum überwiegenden Teil durch kollektive Lohnverhandlungen in Form von Tarifverhandlungen zwischen Arbeitnehmern (Gewerkschaften) und Arbeitgebern (Arbeitgeberverband) und zum Teil durch individuelle Lohnverhandlungen in Form von allgemeinen Erklärungen.
Bei der individuellen Bestimmung der Nominallöhne kann die Lohnhöhe auf der Vorgabe des Arbeitgebers oder des Arbeitnehmers oder auf gemeinsamen Verhandlungen zwischen Arbeitnehmer und Arbeitgeber basieren. Die Vorgehensweise ist sehr variabel in Abhängigkeit von der historischen Episode, des Qualifikationsniveaus und der Länderspezifikationen. Es existiert jedoch eine allgemein gültige Theorie.
Zum einen wird davon ausgegangen, dass der Nominallohn meist über dem Reservationslohn liegt, also dem Lohnsatz, der gerade indifferent ist zwischen den Alternativen Beschäftigung oder Arbeitslosigkeit. Dieser ist umso höher, je mehr Güter und Dienstleistungen sich der Arbeitnehmer ohne Beschäftigungsverhältnis leisten kann. Zum anderen besagt der Grundsatz, dass die Lohnhöhe abhängig von der Lage am Arbeitsmarkt ist, das heißt je niedriger die Arbeitslosigkeit, desto höher sind die Löhne und umgekehrt.
Um die allgemeinen Beobachtungen zu erklären, existieren zwei Ansätze:
Der erste Ansatz ist auf der Seite der Arbeitnehmer zu finden, deren Lohnverhandlungen abhängig von deren Verhandlungsmacht sind. Diese bestimmt sich zum einen aus den Kosten, die dem Unternehmen entstünden, wenn der Arbeitnehmer das Unternehmen verlässt (Wechselkosten) und zum anderen aus der Ersetzbarkeit des Arbeitnehmers, also wie schwer es für den Arbeitnehmer ist, eine neue Arbeit zu finden. Je höher die Kosten sind, die dem Unternehmen entstünden, wenn der Arbeitnehmer das Unternehmen verlässt und je einfacher es für den Arbeitnehmer ist, eine neue Beschäftigung zu finden, umso höher seine Verhandlungsmacht. So hat beispielsweise eine gut ausgebildete Arbeitskraft, welche die Abläufe des Unternehmens gut kennt, eine höhere Verhandlungsmacht und kann höhere Lohnforderungen durchsetzen. Die Verhandlungsmacht bestimmt sich ebenfalls nach der Lage am Arbeitsmarkt. Bei einer geringen Arbeitslosigkeit ist es für die Unternehmen schwer, qualifizierte Arbeitskräfte in das Unternehmen zu bekommen, und gleichzeitig haben es die Arbeitnehmer leichter, eine alternative Beschäftigung zu finden und einzugehen. Die steigende Verhandlungsmacht wirkt sich auf die dementsprechend höheren Lohnforderungen aus. 
Neben den Interessen der Arbeitnehmer, die Löhne aufgrund ihrer Verhandlungsposition anzuheben, haben die Arbeitgeber in einem zweiten Ansatz Interesse daran, die Löhne oberhalb des Reservationslohnes zu zahlen. Gründe für dieses Verhalten der Arbeitgeber sind vor allem die Arbeitsproduktivität und Arbeitsmotivation der Mitarbeiter mit der positiven Folge, dass sich eine Verringerung der Fluktuation einstellt und das Unternehmen für seine Arbeitnehmer attraktiver ist.
Ein Fazit zeigt, dass Nominallöhne nicht voll flexibel sind, da die Formen der Lohnverhandlungen zumindest die Lohnuntergrenze nahezu definieren.

## Einflussgrößen der Nominallöhne
Der Nominallohn wird in der Volkswirtschaftslehre mit der Variablen {\displaystyle W}  beschrieben. Der Höhe des Nominallohns wird von drei Einflussfaktoren – wie der funktionale Zusammenhang darstellt – bestimmt.
Die Funktion für den Nominallohn lautet:
{\displaystyle W=P_{\mathrm {e} }\cdot F(u,z)},
mit
{\displaystyle W}: aggregierter Nominallohn,
{\displaystyle P_{\mathrm {e} }}: erwartetes Preisniveau,
{\displaystyle u}: Arbeitslosenquote,
{\displaystyle z}: Sammelvariable.

### Das erwartete Preisniveau
Der erste Bestimmungsfaktor für die Nominallöhne ist die Erwartung über das zukünftige Preisniveau.
Das Preisniveau stellt die Abgrenzung des Nominallohns zum Reallohn dar. Die Entscheidungen der Privathaushalte und Unternehmen richten sich nach realen und nicht nach nominalen Größen, da Haushalte wissen möchten, wie viel Güter und Dienstleistungen sie tatsächlich mit ihren zur Verfügung stehenden Löhnen kaufen können und Unternehmen interessiert es, welchen Nominallohn sie im Verhältnis zum Preis des produzierten Outputs zahlen. Da Nominallöhne üblicherweise für den Zeitraum von einem Jahr im Voraus festgesetzt werden und das tatsächliche Preisniveau bis dahin nur vermutet werden kann, müssen die Erwartungen über die Entwicklung des Preisniveaus bereits im Zeitpunkt der Lohnverhandlungen berücksichtigt werden.
Der positive Zusammenhang zwischen Nominallohn und erwartetem Preisniveau führt zur Proportionalität. Steigt das erwartete Preisniveau über das in den Lohnverhandlungen angenommene, passen sich die Nominallohnforderungen der Haushalte dementsprechend nach oben an, so dass mit erhöhtem Preisniveau (Inflation) die Nominallohnforderungen steigen.
Im Fall eines sinkenden Preisniveaus (Deflation) sinken die Nominallohnforderungen der Haushalte. Die Unternehmen sind bereit, die Nominallöhne entsprechend dem Preisniveau zu variieren. Entsprächen die Erwartungen der Arbeitnehmer denen der Unternehmen, würden die Reallöhne konstant bleiben und der Lebensstandard müsste sich nicht ändern.

### Die Arbeitslosenquote
Ein weiterer Bestimmungsfaktor für die Höhe des Nominallohns ist die Arbeitslosenquote. Auf diesen Zusammenhang wurde bereits näher eingegangen.
Zusammenfassend ist eine negative Abhängigkeit zwischen dem Nominallohn und der Arbeitslosenquote zu erkennen. Die im Szenario der steigender Arbeitslosigkeit sinkende Verhandlungsposition der Arbeitnehmer – einerseits durch die leichtere Ersetzbarkeit der Mitarbeiter und andererseits aufgrund der Erschwernis der Arbeitnehmer, eine alternative Beschäftigung zu finden – führt zum Sinken der Nominallohnforderungen. Auf Arbeitgeberseite (Effizienzlohntheorie) führen im Gleichklang niedrigere Löhne bei hoher Arbeitslosigkeit nicht zum Motivationsverlust der Mitarbeiter, und niedrigere Nominallöhne sind durchsetzbar.
Im umgekehrten Fall – bei geringer Arbeitslosigkeit – führt sowohl die gestiegene Verhandlungsposition der Arbeitnehmer als auch die höher zu zahlenden Effizienzlöhne der Arbeitgeber zu einer Steigerung der Nominallöhne.

### Die Sammelvariable
Die dritte Einflussgröße – die Sammelvariable z – erfasst alle anderen Faktoren, wie die Höhe des Arbeitslosengeldes, einen gesetzlichen Mindestlohn, Sozialhilfe oder Bestimmungen zum Kündigungsschutz, die positiv auf die Höhe des Nominallohns wirken.
Die positive Abhängigkeit zwischen Nominallohn und der Sammelvariablen sorgt dafür, dass bei steigendem Arbeitslosengeld, Sozialhilfe oder gesetzlichem Mindestlohn ebenfalls der Reservations- und Nominallohn erhöht wird. Grund hierfür ist, dass bei unterbleibender Anpassung die Mitarbeiter nicht zur Arbeit motiviert wären, sondern die Arbeitslosigkeit präferieren würden. Gleiche Folgen stellen sich ein, wenn die Verhandlungsposition der Mitarbeiter aufgrund verschärfter Bedingungen im Kündigungsschutz steigt.
Die Anwendung des Modells erzeugt jedoch Kritik und Unstimmigkeiten. So sind seit den 1990er Jahren die Inflationsraten in den meisten industrialisierten Ländern – entsprechend der Zielsetzung der Zentralbanken im Stabilitätsgesetz – gesunken, doch die Nominallöhne wirken nach unten hin starr.
Dem Modell zufolge müssten die Nominallöhne bei einem geringen Preisniveau sinken. Doch sowohl psychologische Ansätze (Fairness, Geldillusion) als auch institutionelle Begründungen (Tariflohnverhandlungen, Arbeitsrecht) führen dazu, dass die Nominallöhne nach unten starr sind.
Diese Beobachtung führt dazu, dass – trotz sinkenden Preisniveaus in Verbindung mit den nach unten starren Nominallöhnen – die Arbeitslosigkeit steigt. Nimmt in einer Volkswirtschaft beispielsweise die Güternachfrage ab, so haben die Unternehmer entweder die Möglichkeit, die Belegschaft zu reduzieren oder sie können – unter Beibehaltung der Belegschaft – die Reallöhne senken.
In einer Umgebung mit vergleichsweise hohem Preisniveau (Inflation) kann diese Anpassung auf dem Wege erfolgen, dass die Nominallöhne mit geringerer Rate als das Preisniveau wachsen.
Beispiel: Inflationsrate = 4 %
Nominallohnsteigerung = 1,5 %
→ Reallohnänderung von „(1,015 × 0.96) − 1“ = −2,56 %
In diesem Szenario ist mit keinem Widerstand der Belegschaft zu rechnen, da die Nominallöhne steigen.
Liegt jedoch – wie in den meisten Industrienationen – eine geringe Inflation vor, ist mit realwirtschaftlichen Folgen zu rechnen, die zum Widerspruch bei den Arbeitnehmern führt.
Beispiel: Inflationsrate = 1 %
Nominallohnsteigerung = 1,5 %
→ Reallohnänderung von „(1,015 × 0,99) − 1“ = 0,485 %
An dieser Stelle können die Unternehmen die Nominallohnsenkungen aus den genannten Gründen nicht in vollem Umfang durchführen. Gleichzeitig steht den Unternehmern nur die Option der Entlassung und Mitarbeiterreduzierung zur Verfügung, wodurch die Arbeitslosigkeit steigt.
Obwohl die Nominallöhne – aufgrund der ausbleibenden Anpassung an das Preisniveau – nicht sinken, kommt es entgegen den Vorstellungen des Modells zur Erhöhung der Arbeitslosenquote. Dieses Phänomen eröffnet speziellen Erklärungsbedarf im Rahmen der Phillipskurve, die den Zusammenhang zwischen Inflation und Arbeitslosenquote näher beschreibt.

## Festsetzung der Preise

### Annahmen für die Festsetzung der Nominallöhne
1. Annahme
Die Preise, die ein Unternehmen erhebt, sind abhängig von den Kosten, vor allem von den Kosten des eingesetzten Inputs und von der Produktionsweise des Unternehmens.
2. Annahme
Die Unternehmen produzieren nur mit einem Produktionsfaktor, dem Produktionsfaktor Arbeit. Diese Annahme kann durch folgende Funktion beschrieben werden:
Produktionsfunktion {\displaystyle Y=A\cdot N}, wobei die verwendeten Variablen folgendes bedeuten:
{\displaystyle >Y}: Produktion,
{\displaystyle >A}: Arbeitsproduktivität,
{\displaystyle >N}: Beschäftigung.
3. Annahme
Die Arbeitsproduktivität :{\displaystyle >A} ist konstant (zum Beispiel: :{\displaystyle A=1}), so dass ein Beschäftigter genau eine Einheit Output produziert. Die vereinfachte Produktionsfunktion lautet:
{\displaystyle Y=N}.
Die Kosten für eine zusätzliche Produktionseinheit – unter Annahme des vollkommenem Wettbewerbs (vollkommener Markt) – entsprechen genau den Kosten der Beschäftigung einer zusätzlichen Arbeitskraft. In der Mikroökonomie werden diese als Grenzkosten definiert. Der Preis einer Produktionseinheit ist gleich dem Lohnsatz {\displaystyle >W}: 
{\displaystyle P=W}.
Bei unvollkommenem Wettbewerb auf den Gütermärkten berücksichtigen die Unternehmen bei der Preissetzung ihre Marktmacht, indem sie einen Aufschlag {\displaystyle \mu } auf die Grenzkosten erheben. Dieser Aufschlag ist umso größer, je weniger elastisch die Nachfrage auf Preissteigerungen reagiert. Der Preis liegt um den Faktor {\displaystyle 1+\mu } über dem Lohnsatz {\displaystyle W}:
{\displaystyle P=(1+\mu )\cdot W}.

### Die Lohnsetzungsgleichung
Die Lohnsetzungsfunktion bildet das Ergebnis des Verhandlungsprozesses zwischen den Tarifparteien, Arbeitnehmern und Arbeitgebern, ab.
Aus der bereits vorgestellten Funktion zum Nominallohn kann die Lohnsetzungsgleichung (WS = englisch wage setting) abgeleitet werden. Dabei wird das erwartete Preisniveau {\displaystyle P_{e}} dem tatsächlichen Preisniveau {\displaystyle P} gleichgesetzt.
Die Lohnsetzung hat die Form:
{\displaystyle W=P\cdot F(u,z)}.
Da, wie bereits erläutert, die Entscheidungen der Haushalte und Unternehmen von realen Größen abhängen, ist die Funktion derart abzuwandeln, dass beide Seiten durch das Preisniveau {\displaystyle P} dividiert werden, und der Reallohn die Funktion bestimmt.
Die Lohnsetzungsgleichung lautet:
{\displaystyle {\frac {W}{P}}=F(u,z)}.

### Die Preissetzungsgleichung
Das unter der dritten Annahme beschriebene Preissetzungsverhalten der Unternehmer wird in die Form transformiert, dass die Gleichsetzung mit der Lohnsetzungsfunktion durchgeführt werden kann. Auf diese Art und Weise können Veränderung der Einflussgrößen auf den Nominallohn gemessen werden.
Zunächst muss die Preissetzungsgleichung (PS = englisch price setting) unter den Bedingungen des unvollständigen Wettbewerbs durch den Nominallohn {\displaystyle W} dividiert werden. Diese Umformung führt zu folgender Gleichung:
{\displaystyle {\frac {P}{W}}=(1+\mu )}.
Die Marktmacht der Unternehmen zeigt sich in der Form, dass das Verhältnis von Preisniveau zu Nominallohn genau eins zuzüglich dem Gewinnaufschlag entspricht.
Zur Schaffung der einheitlichen Struktur zur Lohnsetzungsgleichung ist der Kehrwert zu bilden:
{\displaystyle {\frac {W}{P}}={\frac {1}{(1+\mu )}}}.
Unter Gleichsetzung der beiden Formeln ({\displaystyle PS=WS}) kann das Arbeitsmarktgleichgewicht bestimmt werden.
{\displaystyle PS}:
{\displaystyle {\frac {W}{P}}={\frac {1}{(1+\mu )}}}.
{\displaystyle WS}:
{\displaystyle {\frac {W}{P}}=F(u,z)}.
{\displaystyle PS=WS}:
{\displaystyle {\frac {1}{(1+\mu )}}=F(u,z)}
Aus der Berechnung resultiert das Arbeitsmarktgleichgewicht.
Die Koordinaten des Schnittpunktes zwischen der Preissetzungs- und Lohnsetzungsfunktion {\displaystyle \left(u_{n},{\tfrac {W}{P}}\right)} werden auf der Abszisse als gleichgewichtige Arbeitslosigkeit (natürliche Arbeitslosigkeit) und auf der Ordinate als gleichgewichtiger Reallohn bezeichnet.
Verbal ausgedrückt liegt ein Gleichgewicht auf dem Arbeitsmarkt vor, wenn der Reallohn nach der Funktion zur Lohnsetzung gleich dem Reallohn nach der Preissetzungsgleichung ist.

### Beispiel
Das Unternehmen MAKRO agiert auf Märkten mit unvollständigem Wettbewerb. Aufgrund seiner Marktmacht erhebt es auf seine Kosten einen Gewinnaufschlag von 10 %. Die Gleichung zur Lohnsetzung hat die Form: 
{\displaystyle W=P\cdot 2\cdot \left[(1-u)\cdot 0{,}8\right]^{2}}.
Aus diesen Angaben kann die natürliche Arbeitslosenquote und der gleichgewichtige Reallohn ermittelt werden:
| Preissetzungsgleichung PS | Lohnsetzungsgleichung WS |
| --- | --- |
| {\displaystyle {\frac {W}{P}}={\frac {1}{(1+\mu )}}} {\displaystyle {\frac {W}{P}}={\frac {1}{(1+0{,}10)}}} {\displaystyle {\frac {W}{P}}=0{,}{\overline {90}}} | {\displaystyle W=P\cdot 2\cdot \left[(1-u)\cdot 0{,}8\right]^{2}} {\displaystyle {\frac {W}{P}}=2\cdot (1-u)^{2}\cdot 0{,}64} {\displaystyle {\frac {W}{P}}=1{,}28\cdot (1-u)^{2}} |
| Arbeitsmarktgleichgewicht (PS = WS): | {\displaystyle 0{,}{\overline {90}}=1{,}28\cdot (1-u)^{2}} {\displaystyle 0{,}{\overline {90}}/1{,}28=(1-u)^{2}} {\displaystyle 0{,}7102{\overline {27}}=(1-u)^{2}} {\displaystyle {\sqrt {0{,}7102{\overline {27}}}}=(1-u)} {\displaystyle u=1-{\sqrt {0{,}7102{\overline {27}}}}} {\displaystyle u=1-0{,}84275} {\displaystyle u=0{,}15725} {\displaystyle u=15{,}725\,\%} |

Die natürliche/gleichgewichtige Arbeitslosigkeit beträgt 15,725 %.
Der dazugehörige gleichgewichtige Reallohn beträgt:
{\displaystyle {\frac {W}{P}}=1{,}28\cdot (1-u)^{2}}
{\displaystyle {\frac {W}{P}}=1{,}28\cdot (1-0{,}15725)^{2}}
{\displaystyle {\frac {W}{P}}=0{,}{\overline {90}}}

Die grafische Darstellung der Preis- und Lohnsetzungsfunktion am Beispiel

An dieser Stelle ist ein Rückschluss auf den Nominallohn möglich:
{\displaystyle W={\frac {W}{P}}\cdot P}
Steigen die Netto-Nominallöhne stärker als die Preise, führt dies zu einem Reallohnanstieg und damit zu einem Kaufkraftzuwachs.
Steigen die Preise stärker als die Netto-Nominallöhne, führt dies zu einem Reallohnverlust und damit einem Kaufkraftverlust.
In Deutschland war es in den vergangenen Jahren meist so, dass die Erhöhungen des Nominallohns von der Inflation, also der Veränderung des Preisniveaus, aufgefressen wurden.

## Wirtschaftliche Aspekte
Die systematische Geldpolitik der Zentralbanken beeinflusst lediglich die nominalen Größen Inflationsrate, Preisniveau, Nominallohn und Nominalzins.
Bei völliger Flexibilität der Nominallöhne besteht auf dem Arbeitsmarkt ein Marktgleichgewicht in dem Sinne, dass die Unternehmen bei einem gegebenen Reallohn gerade so viel Arbeitsnachfrage entwickeln wie von den Privathaushalten Arbeitsangebot zur Verfügung gestellt wird. Wenn also das Preisniveau durch exogene monetäre Faktoren steigt, wird der Nominallohn durch einen vorübergehenden Nachfrageüberschuss am Arbeitsmarkt zunehmen, bis sich der Gleichgewichtsreallohn wieder einstellt. Bei mangelnder Flexibilität der Nominallöhne nach unten (etwa durch Mindestlohn) kommt es bei einem oberhalb des Gleichgewichtslohnes fixierten Reallohnes dagegen zu Arbeitslosigkeit, weil die Arbeitsnachfrage kleiner ist als das Arbeitsangebot; es besteht ein Angebotsüberschuss. Ein Marktgleichgewicht auf dem Arbeitsmarkt ist die Übereinstimmung von Arbeitsangebot und Arbeitsnachfrage (ohne Arbeitslosigkeit). In einem von Investitionen getragenen konjunkturellen Aufschwung mit Inflation müssen die Nominallöhne über die Entwicklung der Arbeitsproduktivität hinaus erhöht werden.